# Bohuňovice (powiat Svitavy)
Bohuňovice – gmina w Czechach, w powiecie Svitavy, w kraju pardubickim. Według danych z dnia 1 stycznia 2014 liczyła 112 mieszkańców.